# Attila-forrás
Az Attila-forrás a Rudas gyógyfürdő forrásainak egyike. A fürdőtől északnyugatra ered, az Erzsébet híd feljárója felé eső füves rész alatt. Mai neve Attila I. forrás. A vize már kevésnek bizonyult a 20. század 30-as éveire, ezért a mai ivócsarnok előtti részen 36,8 méter mély kutat fúrtak, ami az Attila II. kút nevet viseli.
A forrás csekély hozamú, egy föld alatti gyűjtőcsatornába csorog annak oldalfalából. A fúrt kút vízének hőmérséklete 37-47 °C körüli, vízhozama 40-120 liter/perc között ingadozik és literenként 1530 milligramm oldott anyagot tartalmaz. A vize gyógyhatású, az ivócsarnokban és a fürdőben is használják. Ivókúraként a gyomor, a bél és az emésztőszervek megbetegedéseinél ajánlott.